# Welthungerhilfe
 (janvier 2016).
La Welthungerhilfe (en allemand : /vɛltˈhʊŋɐˌhɪlfə/, ? Écouter [Fiche]) ou Deutsche Welthungerhilfe e. V (que l’on peut traduire en français par « Aide contre la faim dans le monde ») est une organisation non gouvernementale allemande, laïque et politiquement indépendante, de coopération au développement et d’aide d’urgence. Depuis sa fondation en 1962, elle a investi environ 2,84 milliards d’euros dans un peu plus de 7 733 projets de soutien qui ont été menés dans 70 pays situés en Afrique, en Amérique Latine et en Asie. L’ONG porte le sceau d’approbation de l’Institut Central Allemand pour les Questions Sociales (DZI). En décembre 2014, Welthungerhilfe a été reconnue comme l’organisation la plus transparente d’Allemagne, conjointement avec l’organisation d’aide humanitaire World Vision.

## Missions et principes
Welthungerhilfe s’est donné comme but d’éliminer la faim et la pauvreté dans le monde. L’ONG cherche à rendre les populations autonomes (selon le principe « d’aider à s’aider soi-même ») et soutient, conjointement avec des organisations partenaires locales, les pays en voie de développement pour les aider à sortir de la pauvreté et à devenir auto-suffisants. De plus, l’ONG souhaite, par l’intermédiaire de projets réalisés en Allemagne, renforcer la prise de conscience des problèmes mondiaux par l'opinion publique et les gouvernements allemands et européens.

## Histoire
Welthungerhilfe a été créée en 1962 sur l’initiative de l’ex-président fédéral allemand Heinrich Lübke sous le nom de « Deutscher Ausschuss für den Kampf gegen den Hunger » (que l’on peut traduire par le Comité allemand de lutte contre la faim). Elle représente la section allemande de l’ONG Freedom From Hunger Campaign, créée par Binay Ranjan Sen, directeur général de l'Organisation des Nations Unies pour l'alimentation et l'agriculture (FAO : Food and Agriculture Organization en anglais). En 1967, l’ONG est rebaptisée Deutsche Welthungerhilfe e.V. Ci-dessous une liste des différentes personnes qui se sont succédé à la tête de l‘organisation:
- 1962–1965: Fritz Dietz
- 1965–1968: Hans-Joachim von Merkatz
- 1968–1973: Heinrich Kraut, Président de l‘organisation[4]
- 1973–1984: Claus W. Broicher
- 1984–1995: Helga Henselder-Barzel
- 1996–2008: Ingeborg Schäuble
- 2008-2018: Bärbel Dieckmann (Titre après changement de la structure de direction : Présidente)
- depuis 2018: Marlehn Thieme

## Structure
Depuis la création de l’organisation, le président fédéral allemand en poste fait figure de parrain. En 2008, l’ONG s’est dotée d’une nouvelle structure de direction. Depuis 2008, Bärbel Dieckmann, ex-maire de la ville de Bonn, est la présidente de Welthungerhilfe. Son directeur adjoint, Joachim von Braun, est à la tête du Centre de recherche sur le développement (ZEF) de l’université de Bonn. Mme Dieckmann a succédé à M. Ingeborg Schäuble, qui est resté à la tête de l'ONG pendant 12 ans. L’association est dirigée par un bureau composé de sept bénévoles et présidé par un comité de trois professionnels du domaine,.

## Financement
Malgré une rapide augmentation des dons privés (37,5 millions d’euros en 2014), Welthungerhilfe est financée en grande partie par des subventions gouvernementales (116,6 millions d’euros en 2014). Les plus importants organismes de financement publics sont le Programme alimentaire mondial des Nations unies (PAM), la Commission européenne, l'office allemand des Affaires étrangères et celui de la Coopération économique (BMZ). Outre ces importantes sources de financement, l’ONG perçoit des revenus des deux postes suivants : la « Fondation Welthungerhilfe » (0,7 million d’euros en 2014) et « Intérêts et autres produits » (4 millions d’euros en 2014). Les coûts administratifs de l’ONG en 2014 s’élevaient à 1,8 %  et les coûts issus de publicité et des relations publiques à 4,2 %.

## Activités
En plus d’assurer une aide d’urgence immédiate en cas de catastrophe, Welthungerhilfe soutient les populations des pays en voie de développement, principalement dans les domaines du développement rural et de la sécurité alimentaire. De plus, l’ONG met en place des projets pour la restauration des infrastructures de base (écoles, rues etc.), l’intégration sociale et l’éducation, le développement de la société civile et du système de santé. 
En Allemagne et en Europe, Welthungerhilfe ainsi que d’autres organisations critiquent la politique actuelle d'aide au développement et tentent d’agir auprès des autorités. En 2014, 24 projets ont été menés en Allemagne pour renforcer la prise de conscience des problèmes mondiaux par l'opinion publique et les gouvernements allemands et européens. Welthungerhilfe publie également régulièrement, conjointement avec la fondation Terre des hommes, un rapport sur l’état réel et actuel de l’aide au développement. Welthungerhilfe est membre de VENRO, la Confédération allemande des ONG en matière de développement.
Conjointement avec le réseau Alliance2015, composé de sept organisations humanitaires européennes, Welthungerhilfe exerce un lobbying politique au niveau européen. En outre, l’ONG encourage les débats sur les questions de l'aide au développement dans les salles de classe en fournissant du matériel spécialisé et en offrant de nombreuses activités ludiques sur le sujet
Welthungerhilfe est soutenu par des bénévoles au cours d’événements offrant la possibilité de faire des dons pour certains projets de soutien.
L’indice de la faim dans le monde est publié depuis 2006 une fois par an, en octobre, par Welthungerhilfe et l'Institut international de recherche sur les politiques alimentaires (IFPRI ) et, depuis 2007, par l’organisation Concern Worldwide.

## Transparence
En 2014, l’Institut de recherche Phineo a mené une étude sur la transparence et testé 50 organisations humanitaires sur différents points. La transparence des organisations a été évaluée sur la base de leur communication au niveau de leur stratégie, leurs activités et leurs résultats.
Welthungerhilfe publie son travail de façon transparente sur son site Web  et a ainsi été reconnue en décembre 2014, conjointement avec l'organisation humanitaire World Vision, comme l’organisation la plus transparente en Allemagne.